# Карлилонги (Беневенто)
Карлилонги је насеље у Италији у округу Беневенто, региону Кампанија.
Према процени из 2011. у насељу је живело 43 становника. Насеље се налази на надморској висини од 744 м.